# 환경과학

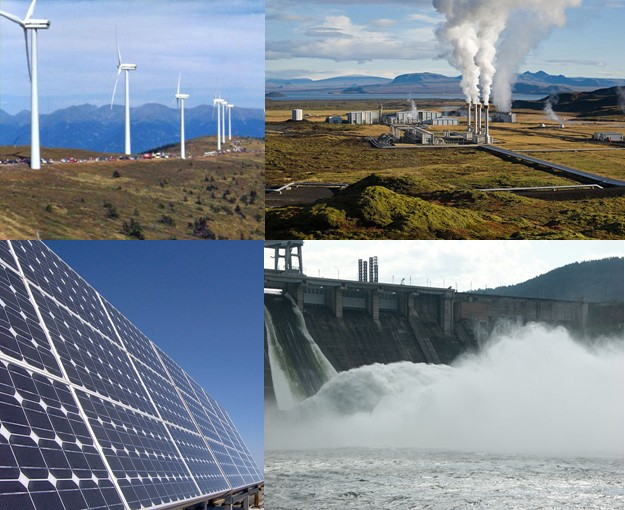

환경과학(環境科學, 영어: environmental science)은 환경건강 위해서, 기후대기, 물 환경, 생태, 자원순환, 교통환경 등을 연구하는 환경과 관련된 과학 학문 분야이다. 생물이나 인간을 둘러싸고 직간접으로 영향을 주는 자연적 조건이나 사회적 상황을 대상으로 연구하는 학문을 이른다.
환경 연구는 환경에 대한 인간 관계, 인식 및 정책을 이해하기 위해 더 많은 사회 과학을 통합한다. 환경공학은 모든 측면에서 환경의 질을 향상시키기 위한 설계와 기술에 중점을 두고 있다.
환경 과학자들은 지구의 물리적, 화학적, 생물학적, 지질학적 과정을 이해하고 해당 지식을 사용하여 대체 에너지 시스템, 오염 제어 및 완화, 천연 자원 관리, 지구 온난화 및 기후 변화의 영향과 같은 문제가 어떻게 진행되는지 이해하려고 노력한다. 지구의 자연 시스템과 과정에 영향을 미치고 영향을 미친다. 환경 문제에는 거의 항상 물리적, 화학적, 생물학적 과정의 상호 작용이 포함된다. 환경 과학자들은 환경 문제 분석에 시스템 접근 방식을 도입한다. 효과적인 환경 과학자의 핵심 요소에는 공간과 시간 관계를 연관시키는 능력과 정량적 분석이 포함된다.

## 역사

### 고대 문명
환경 문제에 대한 역사적 관심은 전 세계 기록 보관소에 잘 기록되어 있다. 고대 문명은 농업 및 천연자원과 관련된 한 현재 환경 과학으로 알려진 것에 주로 관심을 가졌다. 학자들은 환경에 대한 초기 관심이 이스라엘과 요르단의 고대 문명이 삼림 벌채로 인해 붕괴된 기원전 6000년경에 시작되었다고 믿는다. 그 결과, 기원전 2700년에 메소포타미아에서 삼림 벌채를 제한하는 최초의 법안이 제정되었다. 200년 후인 기원전 2500년에 인더스 강 계곡에 거주하는 한 공동체가 위생을 개선하기 위해 인근 강 시스템을 관찰했다. 여기에는 공중 보건을 고려하여 물의 흐름을 조작하는 것이 포함되었다. 서반구에서는 기원전 1500년경 집약적 농업으로 인한 토양 침식으로 인해 수많은 고대 중앙아메리카 도시 국가가 붕괴되었다. 이들 문명에 남아 있는 사람들은 농업 관행이 토지의 지속 가능성과 안정적인 식량 생산에 미치는 영향에 더 큰 관심을 가졌다. 게다가 기원전 1450년 그리스 크레타 섬의 미노아 문명은 삼림 벌채와 그에 따른 천연 자원의 환경 악화로 인해 쇠퇴했다. 가이우스 플리니우스 세쿤두스는 77년에서 79년 사이에 작성된 박물지 문헌에서 고대 문명의 환경 문제를 어느 정도 다루었으며, 이는 학문 분야의 많은 관련 하위 집합에 대한 개요를 제공했다.
고대 사회에서는 전쟁과 질병이 주요 관심사였지만, 환경 문제는 다양한 문명의 생존과 권력에 결정적인 역할을 했다. 더 많은 지역사회가 장기적인 성공에 있어 자연계의 중요성을 인식함에 따라 환경 연구에 대한 관심이 생겨났다.

## 구성 요소
- 대기과학
- 생태학
- 환경화학
- 지구과학

## 같이 보기
- 환경계획